# Fudbalski Klub Sinđelić Belgrado
Il Fudbalski Klub Sinđelić Belgrado (serbo: ФК Синђелић), meglio noto come FK Sinđelić è una squadra di calcio di Belgrado, in Serbia.
Fondato nel 1937, assunse il nome dell'eroe serbo Stevan Sinđelić, che aveva guidato la prima rivolta serba.

## Stadio
Lo Stadio FK Sinđelić, che ospita le partite interne, ha una capacità di 1.500 spettatori.

## Palmarès

### Competizioni nazionali
- Srpska Liga: 1

2012-2013 (girone Belgrado)

## Organico

### Rosa 2015-2016
| N. |                                 | Ruolo | Calciatore           |
| -- | ------------------------------- | ----- | -------------------- |
|    | Montenegro (bandiera)           | P     | Nemanja Šćekić       |
|    | Serbia (bandiera)               | P     | Marko Matić          |
|    | Montenegro (bandiera)           | P     | Sava Mugoša          |
|    | Serbia (bandiera)               | D     | Predrag Stanimirović |
|    | Bosnia ed Erzegovina (bandiera) | D     | Milenko Malović      |
|    | Serbia (bandiera)               | D     | Miroljub Pešić       |
|    | Serbia (bandiera)               | D     | Stevan Radulović     |
|    | Serbia (bandiera)               | D     | Miloš Petrušić       |
|    | Serbia (bandiera)               | D     | Miloš Perišić        |
|    | Serbia (bandiera)               | D     | Saša Krajnović       |
|    | Serbia (bandiera)               | D     | Petar Šušnjar        |

| N. |                       | Ruolo | Calciatore           |
| -- | --------------------- | ----- | -------------------- |
|    | Serbia (bandiera)     | C     | Ognjen Popadić       |
|    | Serbia (bandiera)     | C     | Nedeljko Piščević    |
|    | Serbia (bandiera)     | C     | Stefan Dimić         |
|    | Serbia (bandiera)     | C     | Mihailo Dobrašinović |
|    | Serbia (bandiera)     | C     | Blažo Bulatović      |
|    | Serbia (bandiera)     | C     | Uroš Damnjanović     |
|    | Serbia (bandiera)     | C     | Miodrag Milenković   |
|    | Serbia (bandiera)     | C     | Dean Tišma           |
|    | Serbia (bandiera)     | A     | Lazar Sajčić         |
|    | Serbia (bandiera)     | A     | Vladimir Milenković  |
|    | Montenegro (bandiera) | A     | Nikola Zvrko         |